# Jozef Bakič
Jozef Bakič (* 14. ledna 1945) je bývalý slovenský fotbalista, obránce.

## Fotbalová kariéra
V československé lize hrál za Spartak Plzeň. Gól nedal. V nižší soutěži hrál i za Považskou Bystricu.

## Ligová bilance
| Ročník                                   | Zápasy | Góly | Klub        |
| ---------------------------------------- | ------ | ---- | ----------- |
| 1. československá fotbalová liga 1967/68 | 14     | 0    | Škoda Plzeň |
| 1. československá fotbalová liga 1970/71 | 3      | 0    | Škoda Plzeň |
| CELKEM 1. liga                           | 17     | 0    |             |